# کنپا زاتورسکا
کنپا زاتورسکا (به لهستانی:  Kępa Zatorska) یک روستا در لهستان است که در گمینا زاتوره واقع شده‌است.